# 布盧明普雷里鎮區 (北達科他州迪瓦德縣)
布盧明普雷里鎮區（英語：Blooming Prairie Township）是位於美國北達科他州迪瓦德縣的一個鎮區。

## 地方資料
布盧明普雷里鎮區的面積為112.07平方千米，當中陸地面積為109.21平方千米，而水域面積為2.85平方千米。根據2020年美國人口普查的數據，當地共有人口54人，而人口密度為每平方千米0.48人。